# Birkespiræa
Birkespiræa er en lille, løvfældende busk med en tætgrenet vækst. Arten er fuldt hårdfør med smuk blomstring og flot høstfarve. Derfor bruges den (og sorter af den) meget i haver og anlæg.

## Kendetegn
Birkespiræa (Spiraea betulifolia) er en lille, løvfældende busk med en tætgrenet og kompakt vækst. Skuddene er forholdsvis tykke. Barken er først lysegrøn, men senere bliver den rødbrun. Knopperne er spredt stillede, små og let fladtrykte. Bladene er ovale og hele med bugtet rand. Begge bladsider er græsgrønne og hårløse.  Høstfarven er gul. Blomstringen foregår i juni, hvor man finder blomsterne siddende i tætte, endestillede halvskærme. De enkelte blomster er regelmæssige og 5-tallige med hvide til svagt lyserøde kronblade. Frugterne er kapsler med mange frø. 
Rodsystemet er tæt forgrenet og højtliggende i jorden. Planten danner udløbere og bliver med tiden mere bred end høj.
Birkespiræa når en højde på 5 m og en kronebredde ligeledes på 1 m.

## Hjemsted
Birkespiræa hører hjemme i skove, buskadser og græsområder samt langs floder og mindre vandløb i det nordøstlige Sibirien (Jakutien), i Russisk fjernøsten (Kurilerne, Khabarovsk, Primorye, Amur, Kamtjatka og Sakhalin) og i Japan (Hokkaido og Honshu). Desuden er den naturaliseret i Canada og de nordlige dele af USA. I de nordlige, kystnære dele af Kamtjatka og på Sakhalin findes skove, der er domineret af Jessogran (Picea jezoensis). Her vokser arten sammen med bl.a. almindelig fjerbusk, almindelig knærod, almindelig linnæa, almindelig majblomst, Alnus kamtschatica (en art af el), Calamagrostis purpurea (en art af rørhvene), Carex pallida og Carex reventa (arter af star), dragepil, dunet egebregne, finbladet mangeløv, finsk rose, Geranium erianthum (en art af storkenæb), Juniperus sibirica (en art af ene), kamtjatkabirk, kæmpemjødurt, Lathyrus pilosus (en art af fladbælg), Lonicera chamissoi (en art af gedeblad), Pedicularis resupinata (en art af troldurt), Ribes triste (en art af ribs), skovsyre, smalbladet gederams, Solidago spiraeifolia (en art af gyldenris), Sorbus sibirica (en art af røn), svensk hønsebær, tredelt egebregne, trenervet snerre, Veratrum oxysepalum (en art af foldblad), og østsibirisk lærk.

## Galleri
- Blade
- Blomster
- Høstfarve
- Habitat
(Montana, USA)

## Note
1. ↑  GRIN: Spiraea betulifolia (engelsk)
2. ↑  Pavel V. Krestov og Yukito Nakamura: Phytosociological Study of the Picea Jezoensis Forests of the Far East (engelsk)